# Соловьёв, Борис Иванович
Борис Иванович Соловьёв (1904—1976) — русский советский писатель, поэт, литературный критик.

## Биография
Родился 12 (25) мая 1904 года в Санкт-Петербурге. Учился на факультете общественных наук ЛГУ (1922—1926). 
С 1925 года выступал как критик, преимущественно в области современной советской поэзии. Участник советско-финляндской войны, Великой Отечественной войны (военный корреспондент, редактор художественной литературы в управлении военно-морского издательства). 
С 1964 года заместитель главного редактора издательства «Советский писатель». 
Умер в 1976 году.

## Творчество
сборники стихов
- «Вехи» (1927)
- «Лирический репортаж» (1929)
- «Дальние маршруты» (1933)
- драматическая поэма «Люди нашей страны» (1931)

романы
- «Книга с неба» (1936)
- «В старой Гайтале» (1938)
- «Крепче камня» (1939)
- «Воспитание характера» (1940)

повести
- «Победитель» (1942)
- «Учебная эскадрилья» (1943)

сборники статей
- «Поэзия и жизнь» (1955)
- «Поэзия и критика» (1966)
- «Вехи», или Катехизис предательства. К 60-летию опубликования статьи В. И. Ленина «О „Вехах“»" (1969, статья)
- «От истории к современности. Статьи, очерки, полемика» (1973, 1976)
- «Этюды о поэтах» (1987)

книги
- «Николай Тихонов Очерк творчества» (1958)
- «Поэзия наших дней» (1958)
- «Поэт и его подвиг. Творческий путь А. Блока» (1965, 1968, 1971, 1973)
- «Агния Барто. Очерк творчества» (1967, 1971)

## Награды и премии
- орден Трудового Красного Знамени (10.6.1974)
- орден «Знак Почёта» (31.5.1944; был представлен к ордену Красной Звезды)
- медали
- Государственная премия РСФСР имени М. Горького (1969) — за книгу о А. Блоке «Поэт и его подвиг» (1965)